# Yucca harrimaniae subsp. sterilis
Yucca harrimaniae subsp. sterilis (englischer Trivialname „Sterile Uintah Basin Yucca“) ist eine Unterart der Pflanzenart Yucca harrimaniae in der Familie der Spargelgewächse (Asparagaceae).

## Beschreibung
Yucca harrimaniae subsp. sterilis wächst solitär und verbreitet sich über Ausläufer. Das Wurzelsystem ist wie bei der Unterart Yucca harrimaniae subsp. neomexicana rhizomartig. Im Gegensatz zu Unterart Yucca harrimaniae subsp. harrimaniae stehen die Blätter auseinander und neigen sich zum Teil bis auf den Boden. Die steifen, blaugrünen Laubblätter sind 10 bis 30 cm lang und bis 2 cm breit. Die Blattränder bilden feine Fasern.
Der in den Blättern beginnende kurze Blütenstand wird 40 cm hoch. Die hängenden, glockenförmigen, kugeligen, zwittrigen Blüten weisen eine Länge von 2 bis 4 cm und einen Durchmesser von 2 bis 3 cm auf. Von den sechs gleichgestaltigen weißen bis cremefarbenen Blütenhüllblätter sind die äußeren manchmal teilweise violett überzogen. Die Blütezeit reicht von Mai bis Juni (In den letzten Jahren wurden Kapselfrüchte mit reifen Samen von F. Hochstätter an den Fruchtständen entdeckt.).

## Vorkommen
Yucca harrimaniae subsp. sterilis ist im US-Bundesstaat Utah in Ebenen, auf flachen sandigen Hügeln und im Grasland in Höhenlagen zwischen 1300 und 1700 Metern verbreitet. Diese Art wächst vergesellschaftet mit Sclerocactus wetlandicus, Sclerocactus wetlandicus subsp. ilseae, Pediocactus simpsonii und verschiedenen Kakteen-Arten.
Yucca harrimaniae subsp. sterilis ist in Mitteleuropa frosthart bis −20 °C. Sie ist in Sammlungen selten. In Deutschland, Mannheim, in der Sammlung von F. Hochstätter wachsen zwölf Jahre alte Exemplare ungeschützt im Freiland.

## Systematik
Der botanische Namen wurde nach der Sterilität der Art gewählt. Die gültige Beschreibung durch Fritz Hochstätter unter dem Namen Yucca harrimaniae subsp. sterilis ist 1998 veröffentlicht worden.
Ein Synonym ist Yucca harrimaniae var. sterilis Neese & S.L.Welsh (1986).

## Bilder
Yucca harrimaniae subsp. sterilis:

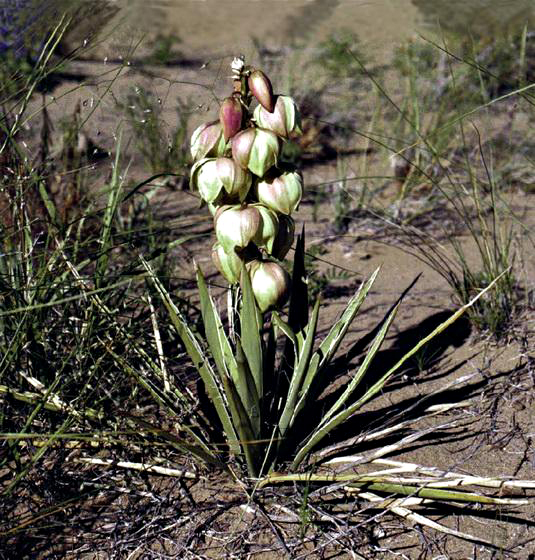
Mit kurzem Blütenstand in Utah
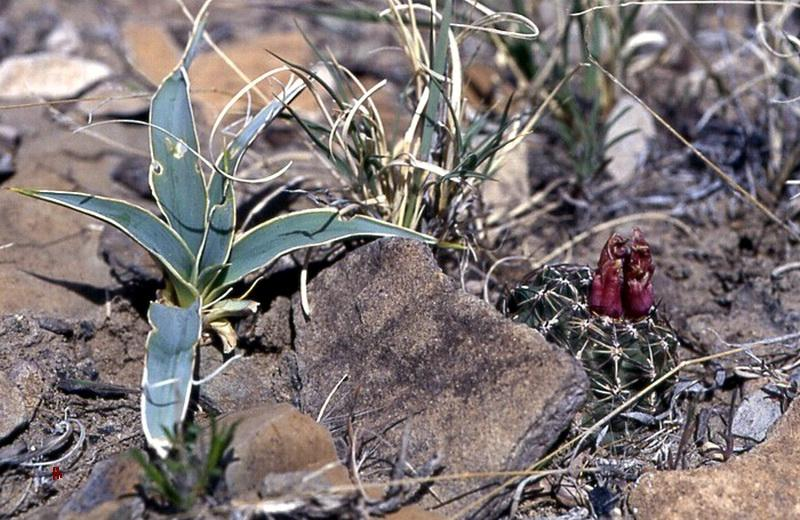
Jungpflanze mit Sclerocactus wetlandicus ssp. ilseae in Utah